# Artassenx
Artassenx ist eine französische Gemeinde mit 260 Einwohnern (Stand 1. Januar 2022) im Département Landes in der Region Nouvelle-Aquitaine (vor 2016: Aquitanien). Sie gehört zum Arrondissement Mont-de-Marsan und zum Kanton Adour Armagnac.
Der Name in der gascognischen Sprache lautet Artassen.
Die Einwohner werden Artassénois und Artassénoises genannt.

## Geographie
Die Gemeinde Artassenx liegt circa zehn Kilometer südöstlich von Mont-de-Marsan in der historischen Provinz Gascogne am südöstlichen Rand des Départements.
Umgeben wird Artassenx von den Nachbargemeinden:
|         | Laglorieuse                                 |              |
|         | Kompassrose, die auf Nachbargemeinden zeigt | Pujo-le-Plan |
| Bascons |                                             | Maurrin      |

Artassenx liegt im Einzugsgebiet des Flusses Adour. Einer seiner Nebenflüsse, der Ruisseau du Bos, hier auch Ruisseau des Longs genannt, fließt an der südlichen Grenze zur Nachbargemeinde Bascons entlang.

## Geschichte
Im 13. Jahrhundert wurden die Burg des Grundherrn und die Pfarrkirche errichtet.

### Einwohnerentwicklung
Nach Beginn der Aufzeichnungen stieg die Einwohnerzahl in der Mitte des 19. Jahrhunderts auf einen Höchststand von rund 290. In der Folgezeit sank die Größe der Gemeinde bis zu den 1940er Jahren auf 125, bevor eine Wachstumsphase bis zu den 1990er Jahren einsetzte, die die Größe der Gemeinde auf rund 250 Einwohner hob.
| Jahr      | 1962 | 1968 | 1975 | 1982 | 1990 | 1999 | 2006 | 2010 | 2022 |
| --------- | ---- | ---- | ---- | ---- | ---- | ---- | ---- | ---- | ---- |
| Einwohner | 150  | 162  | 200  | 233  | 255  | 244  | 237  | 264  | 260  |

## Sehenswürdigkeiten
- Pfarrkirche, geweiht Johannes dem Täufer. Sie wurde im 13. Jahrhundert errichtet, was ihre halbrunde Apsis unterlegt. Sie ist mit drei Strebewerken mit Wassernasen verstärkt, die wahrscheinlich zu einer späteren Zeit hinzugefügt wurden. Die Kirche ist aus Bruchsteinen aus muschel- oder eisenhaltigen Sandstein gebaut und mit gelblichem Putz versehen. Zwischen den Strebewerken sind Rosetten in die Mauer eingelassen, die mit Werksteinen aus Sandstein eingefasst sind. Vier weitere Rosetten sind an der Südfassade zu sehen, während in der Nordfassade zwei romanische Fenster das Kircheninnere ausleuchten. Der Glockenturm über dem Eingangsvorbau ist ein Ergebnis einer Restaurierung. Er wird in der Mitte von zwei Strebewerken unterstützt.[6]

- Schloss Artassenx. Im 18. Jahrhundert ersetzte es die Burg, die im 13. Jahrhundert von Odon de Clarac auf einem römischen Grabhügel gebaut worden war. Die Familie La Faye de Guerre ließ das Schloss von Victor Louis, Architekt des Grand Théâtre de Bordeaux, im Louis-quinze-Stil errichten. Zu Beginn des 20. Jahrhunderts wurde es erneut abgerissen und nach dem Geschmack der Epoche neu gebaut. Es bewahrte allerdings eine schöne Terrasse des 18. Jahrhunderts und einen Park. Heute werden in der Schlossanlage seit dem 19. Jahrhundert Rennpferde gezüchtet.[7]

'* Wasserturm

## Wirtschaft und Infrastruktur
Handel und Dienstleistungen sind die wichtigsten Wirtschaftsfaktoren der Gemeinde.

### Bildung
Die Gemeinde verfügt über eine öffentliche Grundschule mit 52 Schülerinnen und Schülern im Schuljahr 2017/2018.

### Verkehr
Artassenx wird durchquert von der Route départementale 30 15 Kilometer nördlich von Artassenx besteht Anschluss an die Autoroute A65.